# Отвіль (Фрібур)
Отвіль (фр. Hauteville) — громада  в Швейцарії в кантоні Фрібур, округ Грюєр.

## Географія
Громада розташована на відстані близько 45 км на південний захід від Берна, 15 км на південь від Фрібура.
Отвіль має площу 10,6 км², з яких на 4,6% дозволяється будівництво (житлове та будівництво доріг), 50,8% використовуються в сільськогосподарських цілях, 43,7% зайнято лісами, 0,9% не є продуктивними (річки, льодовики або гори).

## Демографія
2019 року в громаді мешкало 681 особа (+21% порівняно з 2010 роком), іноземців було 13,7%. Густота населення становила 65 осіб/км².
За віковим діапазоном населення розподілялося таким чином: 28,2% — особи молодші 20 років, 59,9% — особи у віці 20—64 років, 11,9% — особи у віці 65 років та старші. Було 261 помешкань (у середньому 2,6 особи в помешканні).
Із загальної кількості 106 працюючих 25 було зайнятих в первинному секторі, 22 — в обробній промисловості, 59 — в галузі послуг.